# Andrej Kadlec
Andrej Kadlec (Illava, 1996. február 2. –) szlovák utánpótlás-válogatott labdarúgó, a Mladá Boleslav labdarúgója.

## Pályafutása

### Klubcsapatokban
Kadlec a szlovákiai MŠK Žilina csapatában nevelkedett, a szlovák élvonalban 2014-ben mutatkozott be. 2016 és 2019 között a Spartak Trnava játékosa volt, mellyel 2018-ban szlovák bajnok lett, valamint a 2018 őszén pályára lépett az Európa-liga csoportkörében. 2022 január óta a magyar élvonalbeli MTK labdarúgója.

### Válogatott
Többszörös szlovák utánpótlás-válogatott. 2013-ban tagja volt a 2013-as U17-es labdarúgó-Európa-bajnokságon bronzérmes és a 2013-as U17-es labdarúgó-világbajnokságon szerepelt válogatottaknak.

## Sikerei, díjai
- Spartak Trnava
  - Szlovák bajnok: 2017–18
- Szlovákia U17
  - U17-es Európa-bajnoki bronzérmes: 2013